# Argentré-du-Plessis
Argentré-du-Plessis (tiếng Breton: Argantreg-ar-Genkiz, Gallo: Arjantrae) là một xã của tỉnh Ille-et-Vilaine, thuộc vùng Bretagne, miền tây bắc nước Pháp.

## Dân số
Người dân ở Argentré-du-Plessis được gọi là Argentréens.